# Sandra Jablonskytė
Sandra Jablonskytė (ur. 8 maja 1992) – litewska judoczka. Olimpijka z Tokio 2020, gdzie zajęła dziewiąte miejsce w wadze ciężkiej.
Uczestniczka mistrzostw świata w 2011, 2014, 2015, 2017, 2018, 2019 i 2021. Startowała w Pucharze Świata w latach 2010, 2012, 2014, i 2016-2019. Piąta na mistrzostwach Europy w 2014 i 2021 roku.

## Letnie Igrzyska Olimpijskie 2020
| Konkurencja | Eliminacje            | Eliminacje           | Klas. końcowa |
| Konkurencja | Przeciwnik I          | Przeciwnik II        | Miejsce       |
| ----------- | --------------------- | -------------------- | ------------- |
| +78 kg      | Ivana Maranić (CRO) Z | Romane Dicko (FRA) P | 9.            |